# Zigòspora
Una zigòspora és un estadi reproductiu diploide en el cicle vital de molts fongs i protists. Les zigòspores es formen per la fusió nuclear de cèl·lules haploides. En els fongs les ziòspores s'anomenen clamidòspores i es formen després de la fusió d'hifes de diferents tipus d'aparellament. En moltes algues eucariotes, incloent moltes espècies de Chlorophyta, les zigòspores es formen per fusió de gàmetes unicel·lulars de diferents tipus d'aparellament.
Una zigòspora roman en dormància mentre espera les pistes mediambientals com la llum, calor o secrecions de les plantes. Quan el medi ambient és favorable, la zigòspora germina, ocorre la meiosi, i s'alliberen cèl·lules vegetatives haploides.
En els fongs es produeix un esporangi a l'extrem de l'esporangiòfor que deixa anar espores. Un fong que produeix zigòspores s'anomena zigomicet, indicant que la classe és caracteritzada per aquest desenvolupament evolutiu.